# Iglesia de San Pedro (Alles)

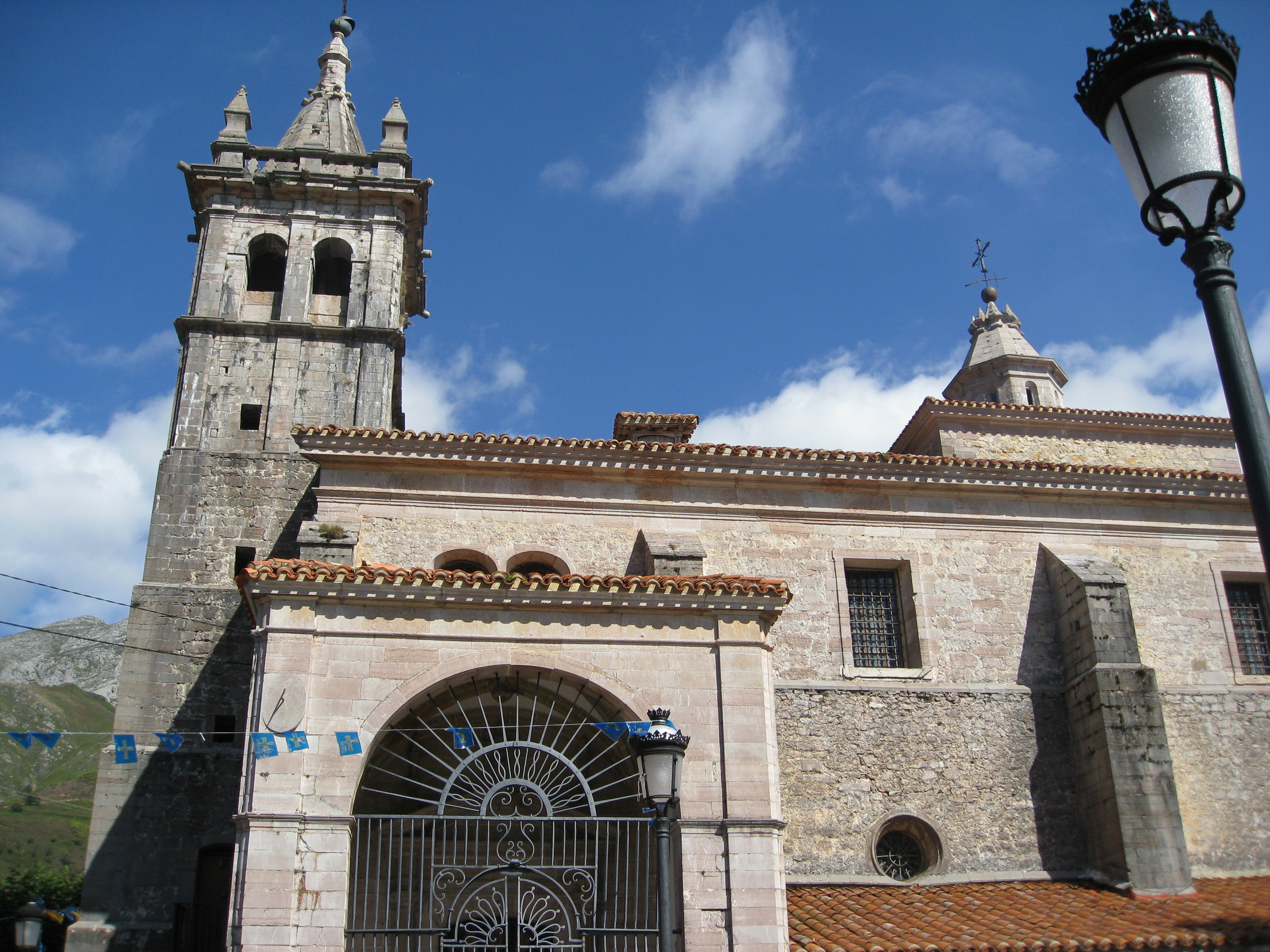
Iglesia de San Pedro de Alles.

La iglesia de San Pedro de Alles es un templo parroquial barroco situado en Alles, en el concejo asturiano de Peñamellera Alta.
Fundada en 1787 por Juan de Mier y Villar, natural de la comarca el cual pasa parte de su vida en México. Posee una cúpula intradosada en el centro del crucero y crucería en los nueve tramos, y presbítero recto. La fachada principal está al sur y el hastial está ocupado por una enorme torre campanario. 
El retablo mayor fue finalizado a finales del siglo XVIII y es una imitación del retablo de santo Domingo de Oviedo. 

## Galería de imágenes

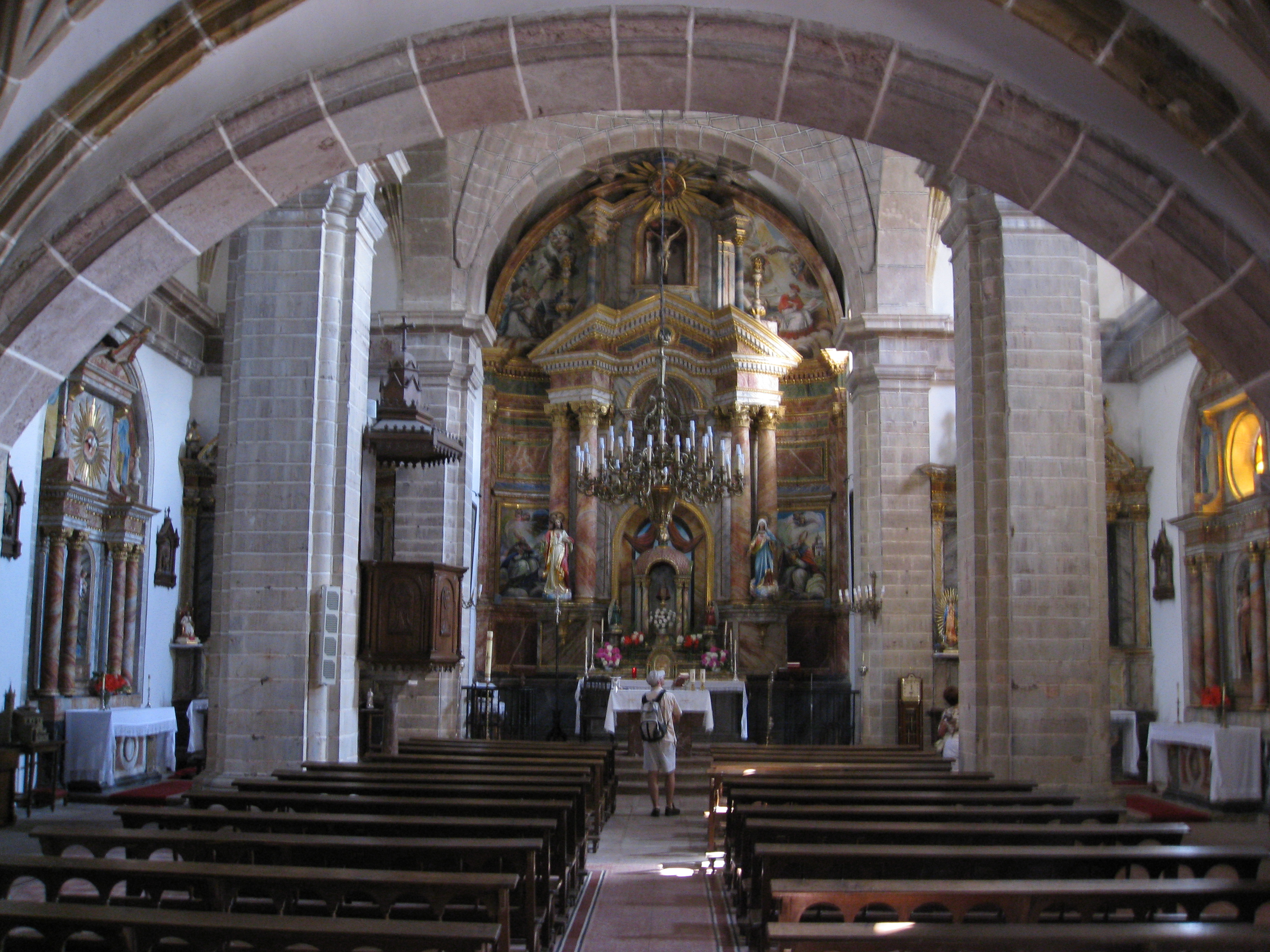
Interior de la iglesia.
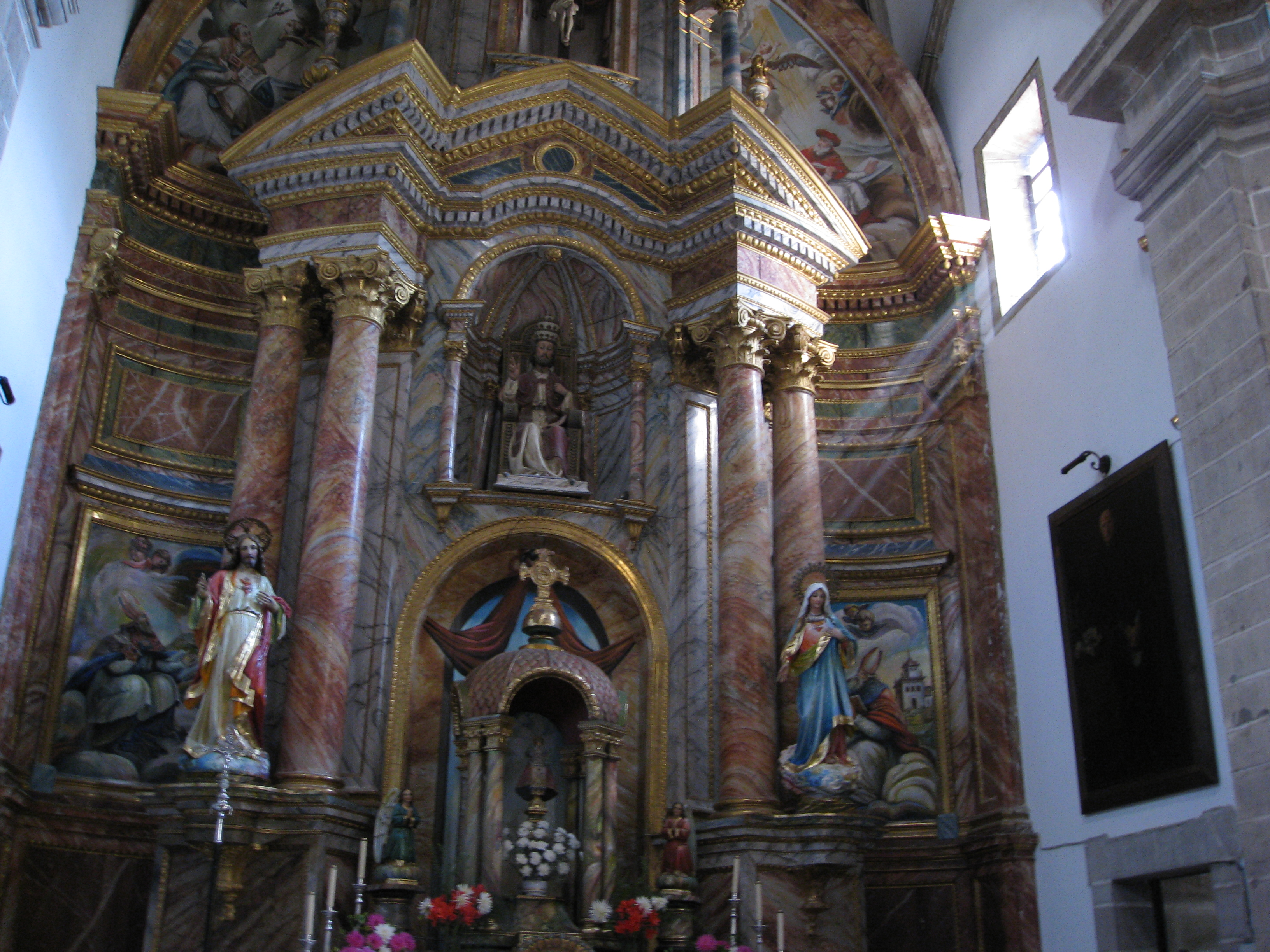
Retablo mayor de la iglesia.

- Datos: Q5991892